# A11 (Litouwen)
De A11 is een hoofdweg in Litouwen. De weg verbindt Šiauliai met Palanga.
A1 · A2 · A3 · A4 · A5 · A6 · A7 · A8 · A9 · A10 · A11 · A12 · A13 · A14 · A15 · A16 · A17 · A18 · A19